# 米兰中央车站

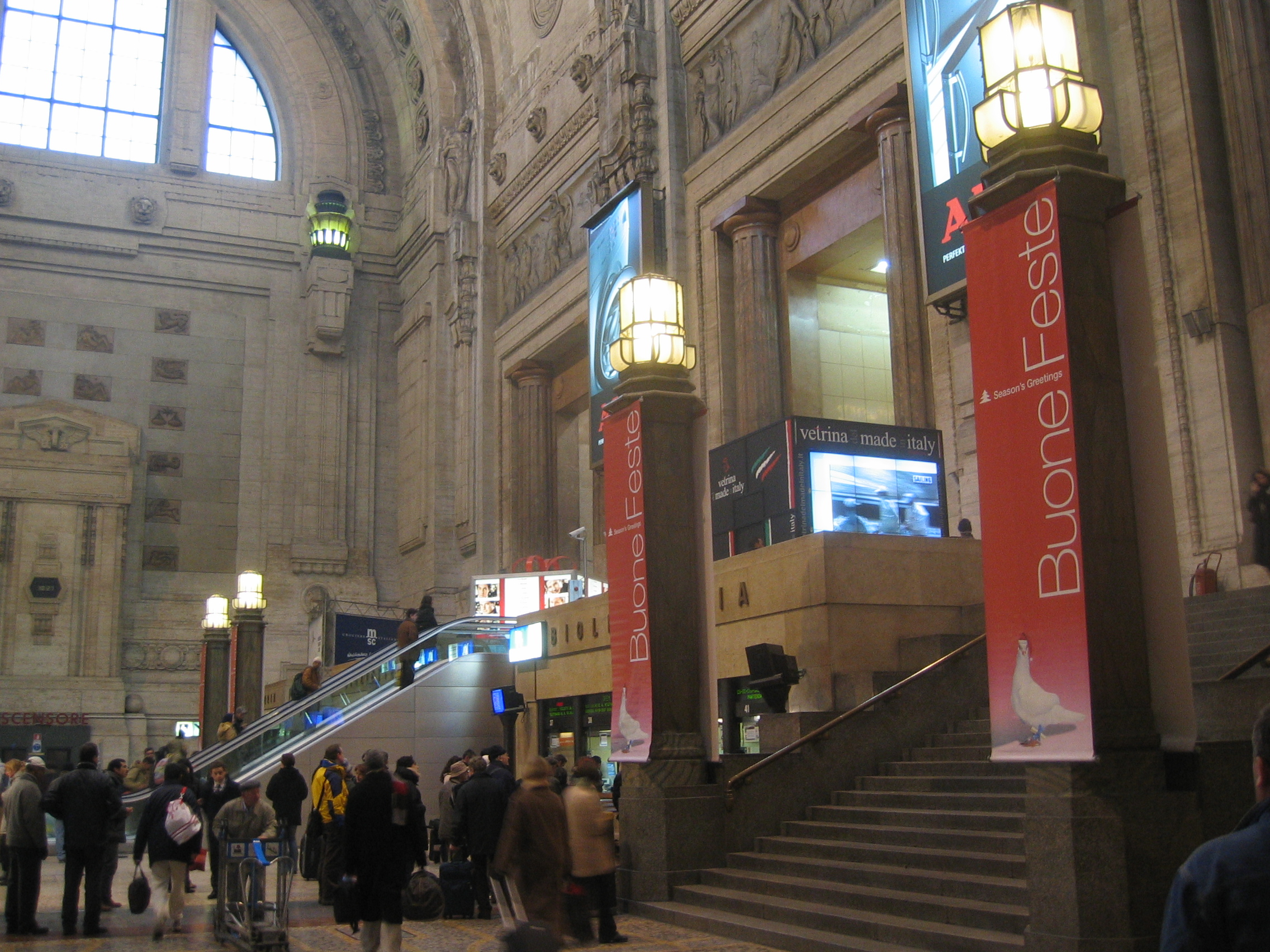
售票厅

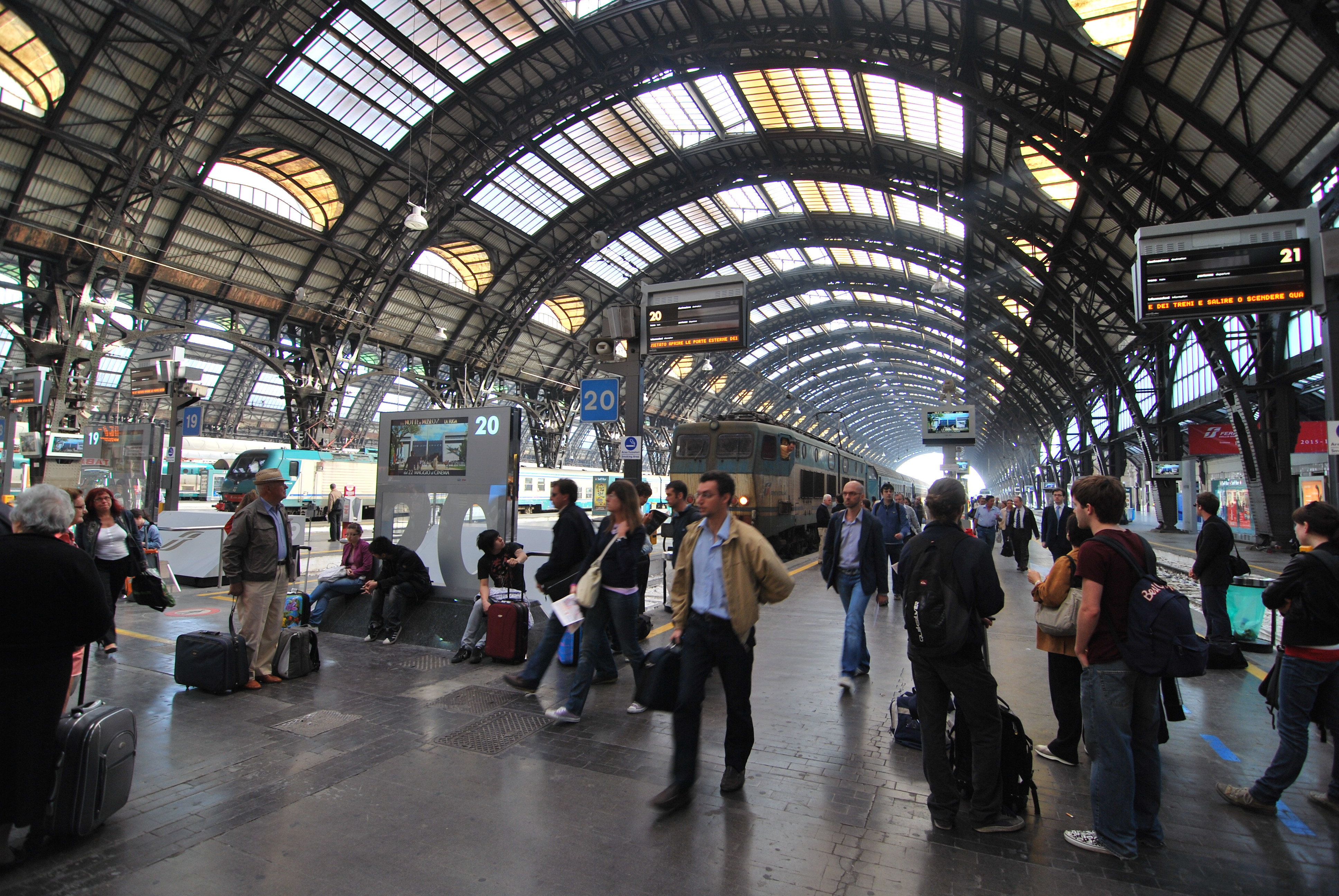
月台

米兰中央车站（義大利語：Stazione di Milano Centrale）是意大利城市米兰的主要鐵路車站，也是欧洲主要鐵路車站之一，位于米兰市中心的奥斯塔公爵广场，始建于1864年，1931年啟用目前的車站設施。有高速列车通往博洛尼亚（以及罗马）、都灵，和普通铁路通往博洛尼亚、都灵、威尼斯、热那亚、多莫多索拉（继续前往伯尔尼）、基亞索（继续前往苏黎世）和莱科，亦連接市內的米蘭地鐵中央站。
米兰中央车站每天旅客流量約有32萬人次，到发500辆列车，每年约有1.2亿乘客使用。

## 站台
不同的目的地使用不同的站台：
- 1-3: Chiasso/Domodossola/TGV 巴黎/都灵 (ES* AV)
- 4-6: 都灵/Cisalpino –科莫–Arth Goldau–巴塞尔 / 苏黎世
- 7-13: 威尼斯 / 乌迪内
- 14-17: 博洛尼亚–佛罗伦萨–罗马–那不勒斯
- 18-23: 热那亚-里窝那 / Ventimiglia / 帕尔马 /克雷莫纳-曼托瓦 /特雷维廖-贝尔加莫